# Himerarctia griseipennis
Himerarctia griseipennis là một loài bướm đêm thuộc phân họ Arctiinae, họ Erebidae.